# Kypselochóri
Kypselochóri är en ort i Grekland.   Den ligger i prefekturen Nomós Larísis och regionen Thessalien, i den centrala delen av landet, 220 km nordväst om huvudstaden Aten. Kypselochóri ligger 116 meter över havet och antalet invånare är 301.
Terrängen runt Kypselochóri är kuperad åt sydväst, men åt nordost är den bergig. Runt Kypselochóri är det ganska glesbefolkat, med 27 invånare per kvadratkilometer. Närmaste större samhälle är Lárisa, 17,4 km sydväst om Kypselochóri. Trakten runt Kypselochóri består till största delen av jordbruksmark.